# Selección de fútbol sub-17 de Bermudas
La Selección de fútbol sub-17 de Bermudas es el equipo que representa al país en el Mundial Sub-17, en el Campeonato Sub-17 de la Concacaf y en la Copa Juvenil de la CFU, y es controlado por la Asociación de Fútbol de Bermudas.

## Participaciones

### Mundial Sub-17
| Año                         | Fase         | Posición     | PJ           | PG           | PE           | PP           | GF           | GC           |
| --------------------------- | ------------ | ------------ | ------------ | ------------ | ------------ | ------------ | ------------ | ------------ |
| China 1985                  | No clasificó | No clasificó | No clasificó | No clasificó | No clasificó | No clasificó | No clasificó | No clasificó |
| Canadá 1987                 | No clasificó | No clasificó | No clasificó | No clasificó | No clasificó | No clasificó | No clasificó | No clasificó |
| Escocia 1989                | No clasificó | No clasificó | No clasificó | No clasificó | No clasificó | No clasificó | No clasificó | No clasificó |
| Italia 1991                 | No clasificó | No clasificó | No clasificó | No clasificó | No clasificó | No clasificó | No clasificó | No clasificó |
| Japón 1993                  | No clasificó | No clasificó | No clasificó | No clasificó | No clasificó | No clasificó | No clasificó | No clasificó |
| Ecuador 1995                | No clasificó | No clasificó | No clasificó | No clasificó | No clasificó | No clasificó | No clasificó | No clasificó |
| Egipto 1997                 | No clasificó | No clasificó | No clasificó | No clasificó | No clasificó | No clasificó | No clasificó | No clasificó |
| Nueva Zelanda 1999          | No clasificó | No clasificó | No clasificó | No clasificó | No clasificó | No clasificó | No clasificó | No clasificó |
| Trinidad y Tobago 2001      | No clasificó | No clasificó | No clasificó | No clasificó | No clasificó | No clasificó | No clasificó | No clasificó |
| Finlandia 2003              | No clasificó | No clasificó | No clasificó | No clasificó | No clasificó | No clasificó | No clasificó | No clasificó |
| Perú 2005                   | No clasificó | No clasificó | No clasificó | No clasificó | No clasificó | No clasificó | No clasificó | No clasificó |
| Corea del Sur 2007          | No clasificó | No clasificó | No clasificó | No clasificó | No clasificó | No clasificó | No clasificó | No clasificó |
| Nigeria 2009                | No clasificó | No clasificó | No clasificó | No clasificó | No clasificó | No clasificó | No clasificó | No clasificó |
| México 2011                 | No clasificó | No clasificó | No clasificó | No clasificó | No clasificó | No clasificó | No clasificó | No clasificó |
| Emiratos Árabes Unidos 2013 | No clasificó | No clasificó | No clasificó | No clasificó | No clasificó | No clasificó | No clasificó | No clasificó |
| Chile 2015                  | No clasificó | No clasificó | No clasificó | No clasificó | No clasificó | No clasificó | No clasificó | No clasificó |
| India 2017                  | No clasificó | No clasificó | No clasificó | No clasificó | No clasificó | No clasificó | No clasificó | No clasificó |
| Brasil 2019                 | No clasificó | No clasificó | No clasificó | No clasificó | No clasificó | No clasificó | No clasificó | No clasificó |
| Indonesia 2023              | No clasificó | No clasificó | No clasificó | No clasificó | No clasificó | No clasificó | No clasificó | No clasificó |
| Catar 2025                  | Por definir  | Por definir  | Por definir  | Por definir  | Por definir  | Por definir  | Por definir  | Por definir  |
| Total                       | 0/19         | 0º           | 0            | 0            | 0            | 0            | 0            | 0            |

### Campeonato Sub-17 de la Concacaf
| Campeonato Sub-17 de la Concacaf | Campeonato Sub-17 de la Concacaf | Campeonato Sub-17 de la Concacaf | Campeonato Sub-17 de la Concacaf | Campeonato Sub-17 de la Concacaf | Campeonato Sub-17 de la Concacaf | Campeonato Sub-17 de la Concacaf | Campeonato Sub-17 de la Concacaf |
| Año                              | Ronda                            | J                                | G                                | E                                | P                                | GF                               | GC                               |
| -------------------------------- | -------------------------------- | -------------------------------- | -------------------------------- | -------------------------------- | -------------------------------- | -------------------------------- | -------------------------------- |
| 1983                             | No participó                     | No participó                     | No participó                     | No participó                     | No participó                     | No participó                     | No participó                     |
| 1985                             | No participó                     | No participó                     | No participó                     | No participó                     | No participó                     | No participó                     | No participó                     |
| 1987                             | No participó                     | No participó                     | No participó                     | No participó                     | No participó                     | No participó                     | No participó                     |
| 1988                             | No participó                     | No participó                     | No participó                     | No participó                     | No participó                     | No participó                     | No participó                     |
| 1991                             | No participó                     | No participó                     | No participó                     | No participó                     | No participó                     | No participó                     | No participó                     |
| 1992                             | No participó                     | No participó                     | No participó                     | No participó                     | No participó                     | No participó                     | No participó                     |
| 1994                             | No participó                     | No participó                     | No participó                     | No participó                     | No participó                     | No participó                     | No participó                     |
| 1996                             | Fase de grupos                   | 2                                | 0                                | 0                                | 2                                | 1                                | 13                               |
| 1999                             | No clasificó                     | No clasificó                     | No clasificó                     | No clasificó                     | No clasificó                     | No clasificó                     | No clasificó                     |
| 2001                             | No clasificó                     | No clasificó                     | No clasificó                     | No clasificó                     | No clasificó                     | No clasificó                     | No clasificó                     |
| 2003                             | No clasificó                     | No clasificó                     | No clasificó                     | No clasificó                     | No clasificó                     | No clasificó                     | No clasificó                     |
| 2005                             | No clasificó                     | No clasificó                     | No clasificó                     | No clasificó                     | No clasificó                     | No clasificó                     | No clasificó                     |
| 2007                             | No clasificó                     | No clasificó                     | No clasificó                     | No clasificó                     | No clasificó                     | No clasificó                     | No clasificó                     |
| 2009                             | No clasificó                     | No clasificó                     | No clasificó                     | No clasificó                     | No clasificó                     | No clasificó                     | No clasificó                     |
| 2011                             | No clasificó                     | No clasificó                     | No clasificó                     | No clasificó                     | No clasificó                     | No clasificó                     | No clasificó                     |
| 2013                             | No clasificó                     | No clasificó                     | No clasificó                     | No clasificó                     | No clasificó                     | No clasificó                     | No clasificó                     |
| 2015                             | No clasificó                     | No clasificó                     | No clasificó                     | No clasificó                     | No clasificó                     | No clasificó                     | No clasificó                     |
| 2017                             | No clasificó                     | No clasificó                     | No clasificó                     | No clasificó                     | No clasificó                     | No clasificó                     | No clasificó                     |
| 2019                             | Fase de grupos                   | 3                                | 0                                | 0                                | 3                                | 3                                | 12                               |
| 2023                             | Octavos de final                 | 1                                | 0                                | 0                                | 1                                | 0                                | 6                                |
| Total                            | 3/20                             | 6                                | 0                                | 0                                | 6                                | 4                                | 31                               |

### Copa Juvenil de la CFU
| Año   | Ronda            | J | G | E | P | GF | GC |
| ----- | ---------------- | - | - | - | - | -- | -- |
| 2006  | Fase de grupos   | 3 | 1 | 0 | 2 | 2  | 21 |
| 2008  | Cuartos de final | 4 | 1 | 2 | 1 | 9  | 4  |
| Total | 2/2              | 7 | 2 | 2 | 3 | 11 | 25 |